# Barrowfield Park
Barrowfield Park était un terrain de football situé dans la région de Bridgeton / Dalmarnock à Glasgow, en Écosse.
C'était le terrain d'origine de l'Eastern FC pendant les années 1870, et du Clyde FC entre 1877 et 1898.

## Histoire
Clyde a déménagé à Barrowfield Park en 1877, partageant initialement le terrain avec les Albatross, et au cours des treize années suivantes, une piste cyclable a été créée autour du terrain, une tribune assise non couverte a été construite sur le côté Est et un pavillon érigé dans le coin Sud-Est, tandis que des remblais ont été mis aux extrémités Nord et Sud du terrain.
Clyde a rejoint la Ligue écossaise de football en 1891, et le premier match de championnat à Barrowfield Park a été joué le 15 août, avec Clyde battant Vale of Leven 10–3; le score est resté la victoire record du club en championnat à domicile sur son terrain, et était également le premier score à deux chiffres de l'histoire de la SFL. Une quinzaine de jours plus tard, le record de fréquentation pour un match de championnat a été établi lorsque 10 000 spectateurs ont assisté à une défaite 7-2 face à leurs rivaux de Glasgow, le Celtic . Cela a été égalé pour un cinquième match de troisième tour de la Coupe d'Écosse contre les Rangers le 6 février 1892.
Alors que la SFL gagnait en popularité, Barrowfield Park devenait de plus en plus mal adapté pour accueillir le football professionnel; de nombreux spectateurs ont pu pénétrer sur le terrain sans payer et les clubs adverses se sont plaints du manque d'installations. Avec le bail du club sur le point d'expirer, le club a déménagé au Shawfield Stadium en 1898. Le dernier match de championnat a été joué à Barrowfield Park le 3 janvier 1898, Clyde perdant 4–2 contre Hibernian . Le dernier match, quelle que soit sa forme, était un match amical contre Sunderland le 30 avril, le match se terminant 3–3. Le site a été plus tard utilisé pour des logements et une école, la façade survit au XXIe siècle.

## Continuation du nom
Le nom du terrain semble provenir du domaine historique de Barrowfield qui occupait autrefois une grande partie des environs. Dans les années 1930, un programme de logement situé à environ 800 mètres au nord prendrait également le nom de Barrowfield, et lorsque le club junior local Bridgeton Waverley FC a été déplacé par ce développement résidentiel, ils ont nommé leur terrain de remplacement dans le quartier de Parkhead "New Barrowfield. Il est ensuite devenu le terrain d'entraînement du Celtic pendant de nombreuses années.